# Морозов, Павел Егорович
Па́вел Его́рович Моро́зов (род. 11 октября 1978, Минск) — белорусский общественный деятель и политик.

## Биография
Павел родился в 1978 году в городе Минск.
Отец — Егор Морозов, полковник МВД Белорусской ССР. Павел окончил Белорусский государственный экономический университет по специальности «банковское дело» (2000), аспирантуру БГЭУ по специальности «финансы и кредит» (2004), магистратуру Европейского Гуманитарного Университета по специальности «политология» (2004).
С 1998 года активно занимается общественной деятельностью в рамках белорусского отделения Международной Волонтерской Службы (SCI), с 2000 по 2003 год был членом Комитета финансовых советников данной организации. После окончания учёбы работал в «Приорбанке», затем занимался ИТ бизнесом и реализацией проекта «Усиление возможностей белорусского экологического движения».
В 2004 году основал сообщество «Третий Путь». Автор концепции «Поколение Возрождения». Создатель сатирической анимации «Мультклуб» о белорусской политике, где фигурировали персонажи, похожие на Александра Лукашенко и его приближённых. Это послужило поводом к преследованиям со стороны властей. В 2005 году был обвинён по статье № 367 Уголовного кодекса Республики Беларусь «Клевета в отношении президента Беларуси». Статья предусматривает уголовное заключение от 2 до 4 лет.
Преследование Морозова стало поводом для заявления Международного союза мультипликаторов, руководитель которого сообщил, что если власти не прекратят преследование их коллег, то в интернете появятся тысячи мультиков про Лукашенко.
В 2006 году участвовал в президентских выборах в команде Александра Козулина. С того же года находится в политической эмиграции в Эстонии после неудачной попытки белорусских властей арестовать его в Минске.
В 2006 году основал и возглавил общественную организацию «Новый Путь для Беларуси», которая занимается проектами с участием нового поколения белорусской диаспоры Европы и США, а также активистов из Белоруссии и поддержкой белорусской культуры. В 2008 выступил инициатором создания Конгресса белорусской диаспоры Европы и США. Занимается культурными, информационными и молодёжными проектами, объединением нового поколения белорусов диаспоры и активных гражданских активистов в Белоруссии. В 2009 на Женевском Саммите вместе с коллегами-диссидентами из Ирана, Бирмы, Венесуэлы, Кубы, Зимбабве и Египта основал сеть взаимодействия и кооперации между диссидентами в этих странах.
В 2008—2009 организовал ряд выставок белорусских художников-диссидентов «Искусство против Диктатуры» в Конгрессе США, Парламенте Эстонии, Ратуше Осло, Норвегия и др. площадках.
В 2009 году вместе с коллегами из России и Белоруссии создал в Эстонии первое общественно-политическое интернет-телевидение для Белоруссии и России «АРУ ТВ».
В 2009 году вместе с единомышленниками из Белоруссии и белорусской диаспоры создал движение «Альянс за реформы в Беларуси», целью которого является консолидация прореформистски настроенных политических и общественных сил в Белоруссии, реализация модели реформ в Белоруссии после завершения правления А. Г. Лукашенко. В 2012 году выступил инициатором широкой консолидации сил белорусской диаспоры, политической эмиграции и оппозиции в Белоруссии с идеей интернет-выборов для страны.